# Bullata matthewsi
Bullata matthewsi is een slakkensoort uit de familie van de Marginellidae. De wetenschappelijke naam van de soort is voor het eerst geldig gepubliceerd in 1967 door Van Mol & Tursch.